# Agathosma virgata
Agathosma virgata är en vinruteväxtart som först beskrevs av Jean-Baptiste de Lamarck, och fick sitt nu gällande namn av Bartl. & Wendl. f.. Agathosma virgata ingår i släktet Agathosma och familjen vinruteväxter. Inga underarter finns listade i Catalogue of Life.